# شور رومی
مولویه یا شور رومی (The Passion Of Rumi) نام آلبوم موسیقی است در دستگاه نوا با صدای شهرام ناظری که آهنگسازی برخی قسمت‌های آن بر عهده خود او است. این کار حاصل اولین همکاری شهرام ناظری با پسرش حافظ ناظری است. حافظ در این اثر علاوه بر نوازندگی، تنظیم آن را نیز برعهده دارد.
این کار در سال بزرگداشت مولانا عرضه شد و به عنوان یکی از بهترین لوح‌های فشرده سال جهان معرفی شد. روزنامهٔ «بوستون گلوب» چاپ آمریکا، در گزارشی با عنوان «شعر مولانا در حرکت»، به بررسی تلاش‌های شهرام و حافظ ناظری برای زنده نگه داشتن اشعار مولانا پرداخته‌است.
قسمتهای آوازی: ملودی‌های شاعرانه همگون با حال و احوال شعر سورئال مولانا، اجرای نو آورانه و طرز فکری که از ظاهر ردیف گذشته و به روح ردیف پیوند خورده و همچنین توجه به لحن‌های حماسی، استفاده از فضای باستانی و اسطوره‌ای آواز ایرانی، دقت بر سبک‌شناسی و اقتدار آواز قدما، توجه به طرز بیان و لحن خالص ایرانی، دوری کردن از لحن‌های خارجی، به‌ویژه لحن‌های عربی که وارد آواز ایرانی شده، بکارگیری تحریرهای ریتمیک و یک دست بودن زیر و بم‌های آوازی و دست اول بودن فکر آن از جمله مشخصات آوازی این اثر است.
فرم: موسیقی سنتی از چند فرم اصلی تشکیل شده: پیش در آمد، چهار مضراب، ساز و آواز، تصنیف، رنگ و کار و عمل. به‌طور مثال قطعه ۵ طرح فرم جدیدی را ارائه می‌دهد که ترکیبی است از تصنیف و آواز در آمیخته با تحریرهای ریتمیک. این طرح قبلاً به این صورت در موسیقی ما وجود نداشته.
ارکستراسیون: با اینکه سازهای ما سازهای سنتی و فولکوریک هستند در آن‌ها تغییرات کوچکی از نظر فیزیکی و اجرایی به وجود آمده هدف از این تغییرات بالا بردن توانایی موزیکال آن‌ها از نظر صدادهی، قابلیت‌های نوازندگی و هارمونی می‌باشد. به‌طور مثال استفاده چند آوایی از سه تار و هارمونی متناسب با موسیقی ایرانی، فعال نمودن هر چه بیشتر سیم بم بربت و عملکرد پر رنگ تر آن به صورت یک همراه باس در ارکستر، استفاده سلو از کمانچه آلتو برای اولین بار و اجرای ملودی‌های چند آوایی توسط آن.
آلبوم «مولویه» با یک فضای سنگین آمیخته از احساسات و شوق آغاز می‌شود و تا هنگامی که به پایان آن می‌رسد، هیجان انگیز است.

## توضیح اثر
- آواز: شهرام ناظری
- موسیقی: حافظ ناظری
- بربط: محمد فیروزی
- سه تار: حافظ ناظری
- دف: سیاوش ناظری
- کمانچه آلتو، کمانچه: شروین مهاجر
- تنبک و دمام: پژهام اخواص
- اشعار از مولانا

دستگاه نوا
1. مقدمه (اسطوره) دست منه بر دهنم
2. مقدمه شیدا شدم (ایوان مداین)
3. تصنیف شیدا شدم، شعر و آهنگ به یاد مولانا ﺁﻫﻨﮓ: ﺣﺎﻓﻆ ﻧﺎﻇﺮﻱ ﺻﺪاﻱ ﺷﻬﺮاﻡ ﻧﺎﻇﺮﻱ

### هنرمندان
- تکنوازی سه تار ـ حافظ ناظری
- آواز از آن باده ندانم چون فنایم (‌درآمد نوا)
  - نیشابورک به همراهی عود: محمد فیروزی
  - کمانچه: شروین مهاجر
  - سه تار: حافظ ناظری
- قطعهٔ تحریر دو صدایی از آن باده
  - آهنگ و تنظیم حافظ ناظری
  - صدای شهرام ناظری و حافظ ناظری
- آواز نهفت (چو خورشیدی بر آیم)
- مقدمهٔ راز ارکستر و آواز
- تصنیف من چه دانم
  - آهنگ از شهرام ناظری
  - تنظیم: حافظ ناظری

سال نشر:۱۳۸۶